# Aulacogaurax tripartitus
Aulacogaurax tripartitus är en tvåvingeart som beskrevs av de Meijere 1913. Aulacogaurax tripartitus ingår i släktet Aulacogaurax och familjen fritflugor. Inga underarter finns listade i Catalogue of Life.